# Дандини, Чезаре
Чезаре Дандини (итал. Cesare Dandini; 1 октября 1596, Флоренция — 7 февраля 1657, Флоренция) —  итальянский живописец академического направления флорентийской школы.

## Биография

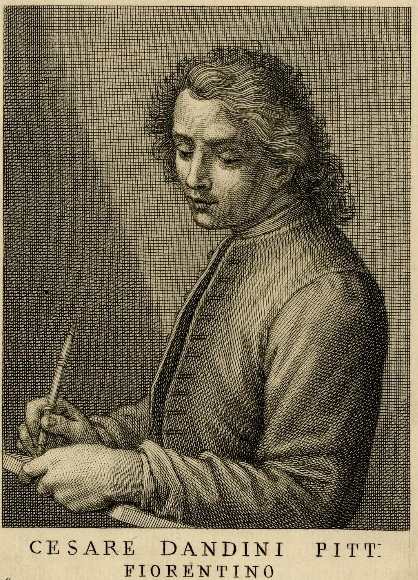
Портрет Чезаре Дандини. Гравюра 1776 г.

Чезаре Дандини был членом большой художественной семьи из Флоренции. Художником стал его младший брат Винченцо Дандини (1609—1675) — живописец, скульптор и архитектор. Племянник Пьетро (1646—1712) был учеником Винченцо, а два сына Пьетро — Оттавиано (1681—1740) и священник-иезуит Винченцо Младший (1686—1734) — также работали художниками во Флоренции.
По сведениям историографа Филиппо Бальдинуччи, Чезаре сначала учился живописи у отца и работал вместе со своим младшим братом Винченцо. В возрасте двенадцати лет отец отдал его в мастерскую Франческо Курради, в то время одного из главных художников позднего флорентийского маньеризма. Курради привлёк внимание к Дандини великого герцога Козимо II Медичи и официального портретиста при дворе Медичи Юстуса Сустерманса. После трёх лет обучения у Курради отец взял сына в мастерскую Кристофано Аллори, другого флорентийского художника, но, не имея возможности улучшить свою живопись у Аллори, юноша вскоре перешёл в мастерскую Доменико Пассиньяно.
В 1621 году он поступил в основанную Джорджо Вазари Академию рисунка во Флоренции. Позднее Чезаре Дандини стал одним из самых востребованных портретистов флорентийской аристократии, которая использовала его умение ради пополнения своих галерей портретами на холсте или меди. Чезаре отличался неспокойным нравом и совершал безрассудные поступки, но, несмотря на это создал множество работ: помимо портретов известных людей своего времени, ещё натюрморты и пейзажи «в стиле Сустерманса».

## Творчество
Во Флоренции XVII века Дандини был одним из самых плодовитых мастеров алтарных картин, а также светских и мифологических аллегорий: одна из таких картин, изображающая «Милосердие» (тема, которую он повторял несколько раз), была написана в 1632 году для Казино Медичи ди Сан-Марко во Флоренции (известно по крайней мере четыре варианта, один из которых в 1702 году был переведён в шпалеру, хранящуюся в Музее серебра Палаццо Питти.
Дандини является типичным представителем флорентийской школы позднего периода. Господствовавшему в то время флорентийскому маньеризму Дандини пытался противопоставить обращение к классической уравновешенности живописи эпохи Высокого Возрождения. Это академическое течение флорентийского искусства получило условное название контрманьеризма (итал. сontra-мaniera). Некоторая вторичность индивидуального стиля Дандини проявилась в жёсткости контуров, чрезмерной яркости цветовых сочетаний, отчасти заимствованных из искусства барокко.
Именно благодаря вторичности и эклектичности его живописи у художника появилось много покровителей, среди которых был Лоренцо Медичи Младший: «Дандини разработал театральный, идеализированный стиль, который был одновременно правдоподобным, классическим, гармоничным по форме и цвету и сдержанным в движении и выражении. Он разделял с флорентийскими современниками Якопо Виньяли и Карло Дольчи преданность стилю, начатому в 1590-х годах Лодовико Чиголи, Грегорио Пагани, Якопо да Эмполи, Пассиньяно и Курради и усовершенствованному в 1610-х и 1620-х годах Маттео Росселли, Джованни Биливертом и Аллори, который был, пожалуй, самым влиятельным для Чезаре. Его произведения включали портреты в миниатюре на меди, салонные поясные изображения религиозных, светских и аллегорических фигур, которые часто сочетают портретную живопись с тематическими замыслами, а также крупномасштабные изображения на религиозные и литературные темы. В своих поздних работах, таких как „Обращение Савла“ (1646—1647; Валломброза, церковь аббатства) и „Смерть Клеопатры“ (частное собрание), он ввёл больше риторических жестов и оживлённых движений, напоминающих Пьетро да Кортона и его флорентийского современника Бальдассаре Франческини».
Среди его учеников были Стефано делла Белла, Алессандро Рози, Антонио Джусти, Джованни Доменико Ферруччи и Якопо Джорджи.

## Потерянная картина
В 2020 году профессор истории искусств Томас Руджио (Thomas Ruggio) обнаружил потерянную картину Дандини «Святое семейство с младенцем Святым Иоанном» в церкви в Нью-Рошель, штат Нью-Йорк. Вновь обнаруженная картина — одна из как минимум четырёх картин Дандини, связанных друг с другом. Одна находится в санкт-петербургском Эрмитаже, другая — в Метрополитен-музее в Нью-Йорке. Известно также, что четвёртая картина находится в частной коллекции в Нью-Йорке.

## Галерея

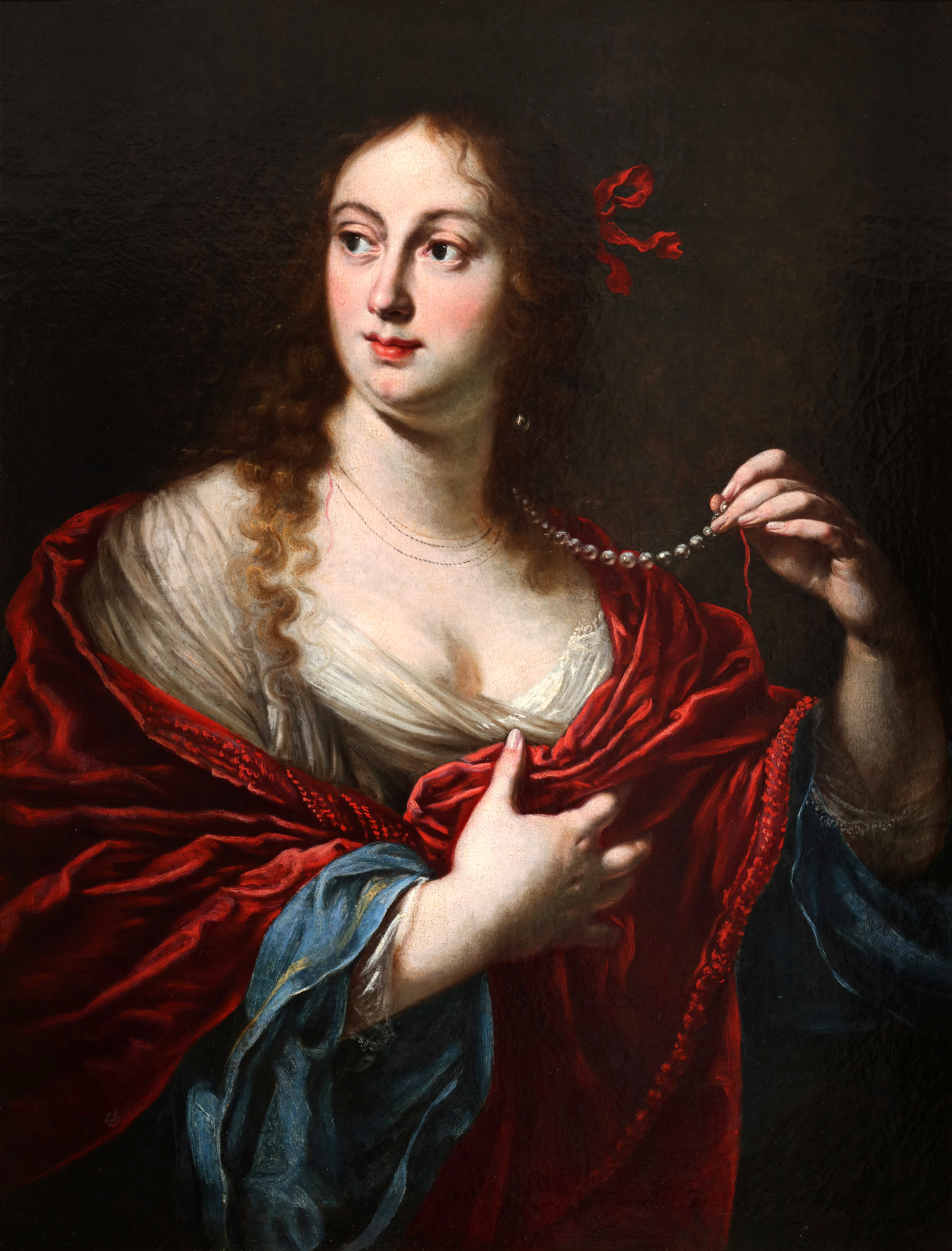
Аллегория бренности. Холст, масло. Частное собрание
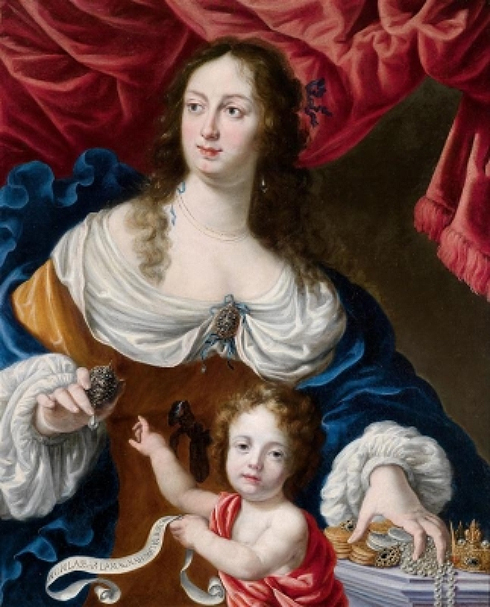
Портрет Виттории делла Ровере - Аллегория щедрости. Холст, масло. Частное собрание
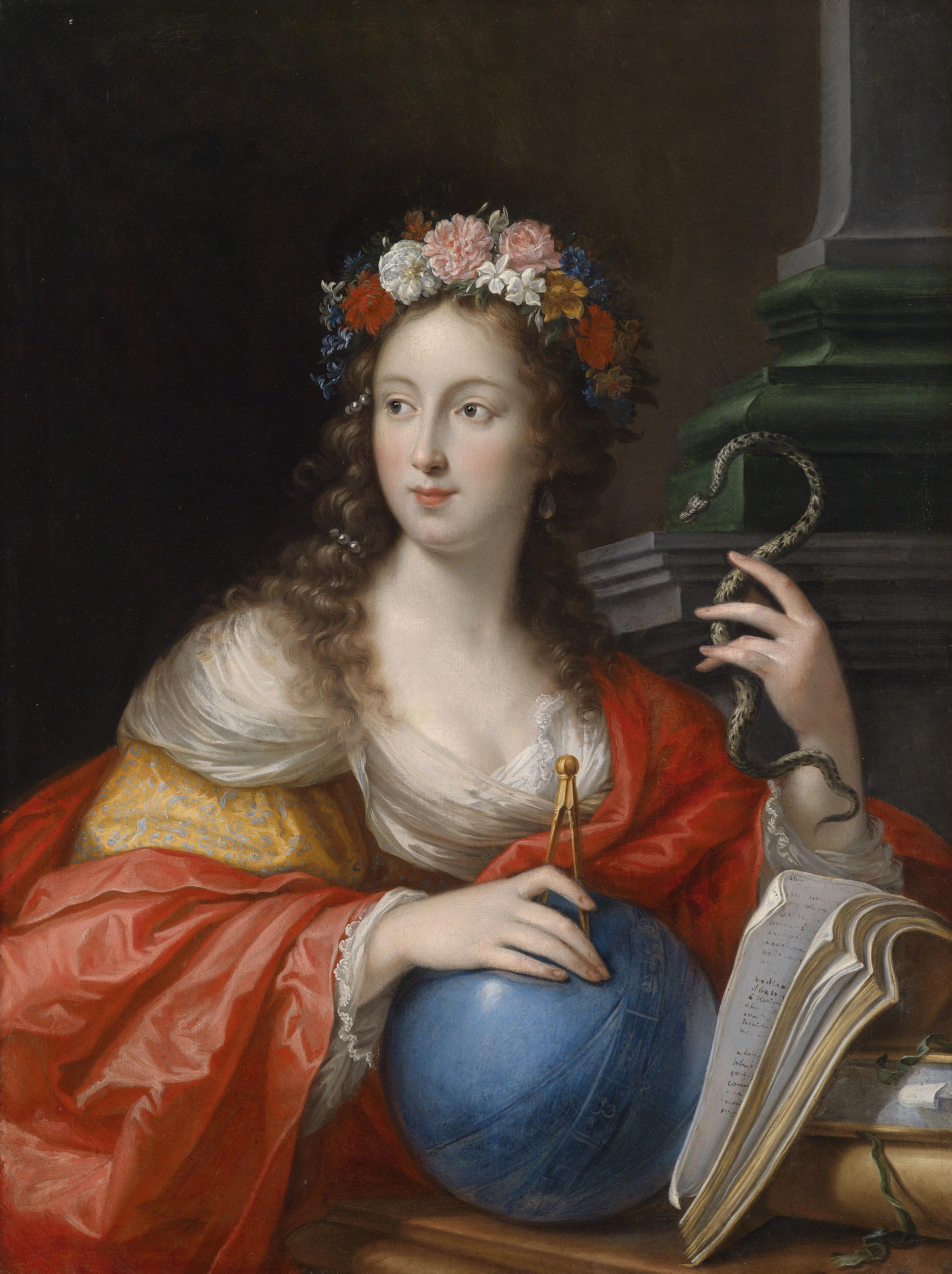
Аллегория разума. Ок. 1656. Холст, масло. Частное собрание
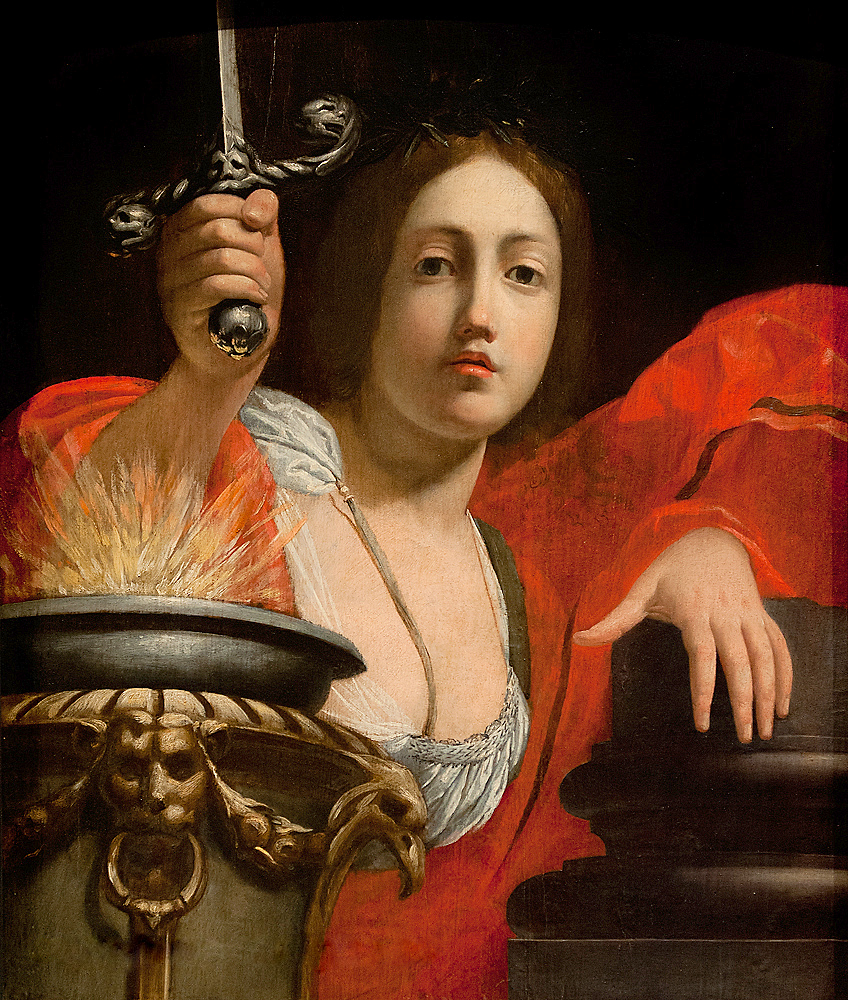
Aллегория постоянства. 1645. Дерево, масло. Частное собрание
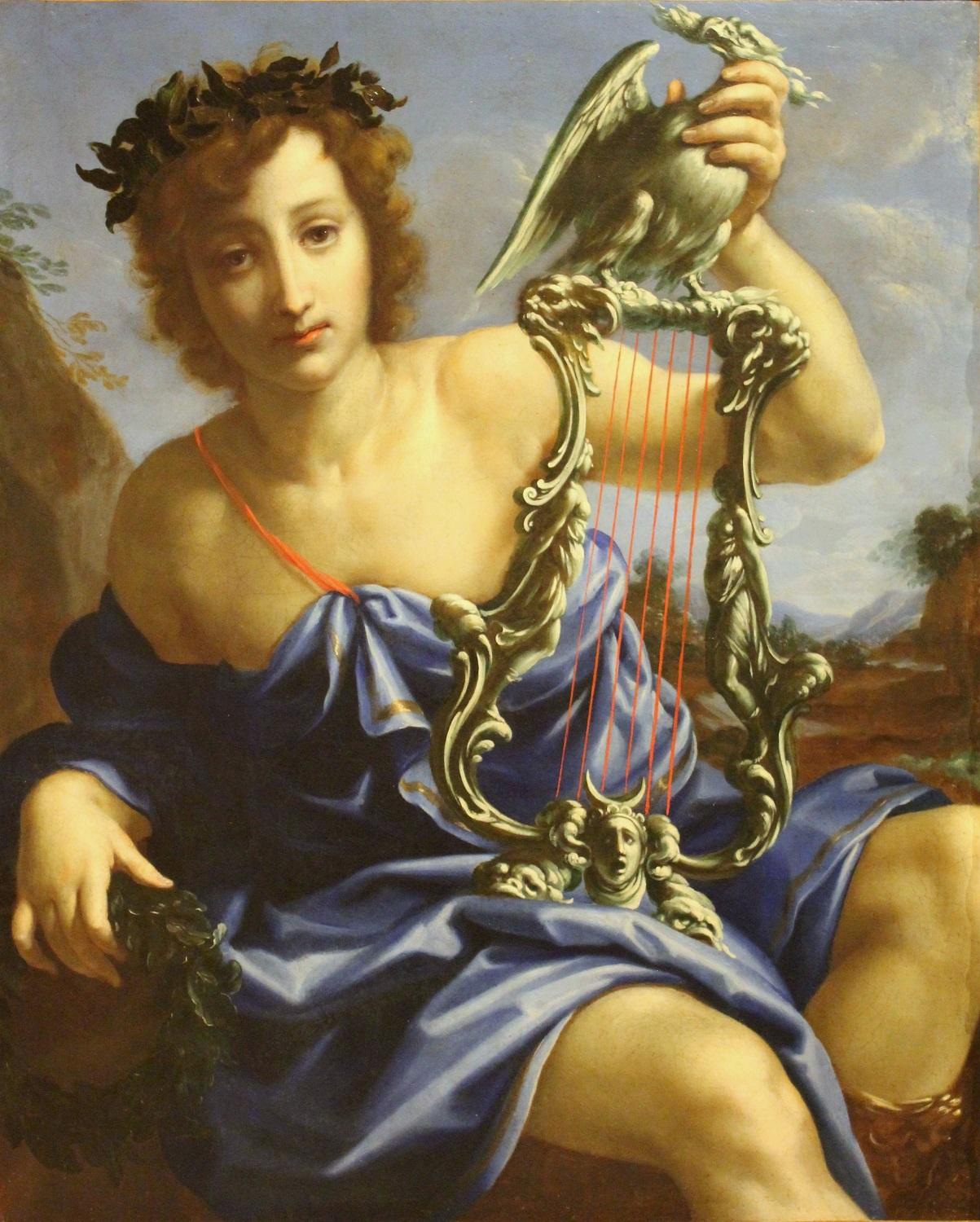
Aполлон. Ок. 1635. Холст, масло. Палаццо Альберти, Прато
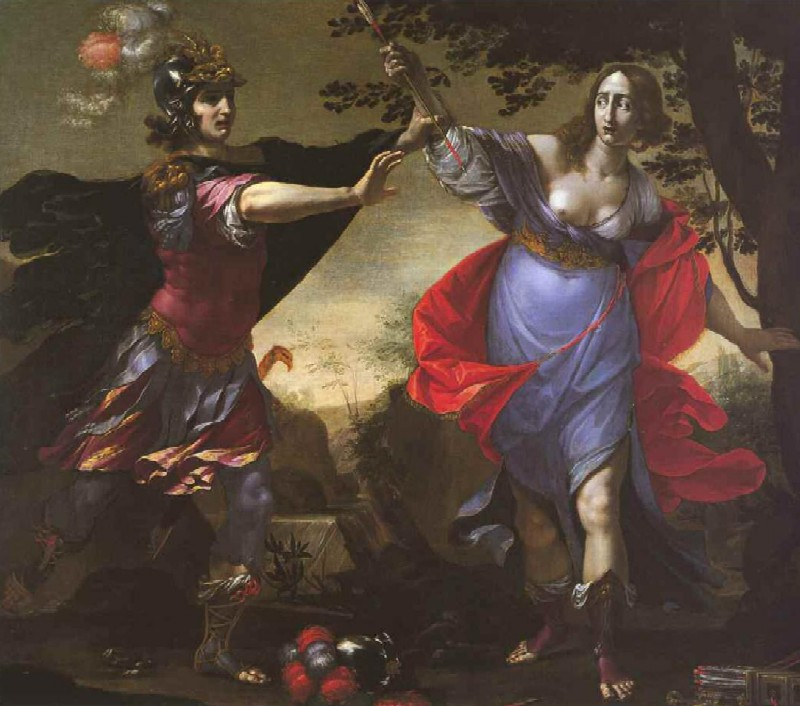
Ринальдо и Армида. 1635. Холст, масло. Уффици, Флоренция
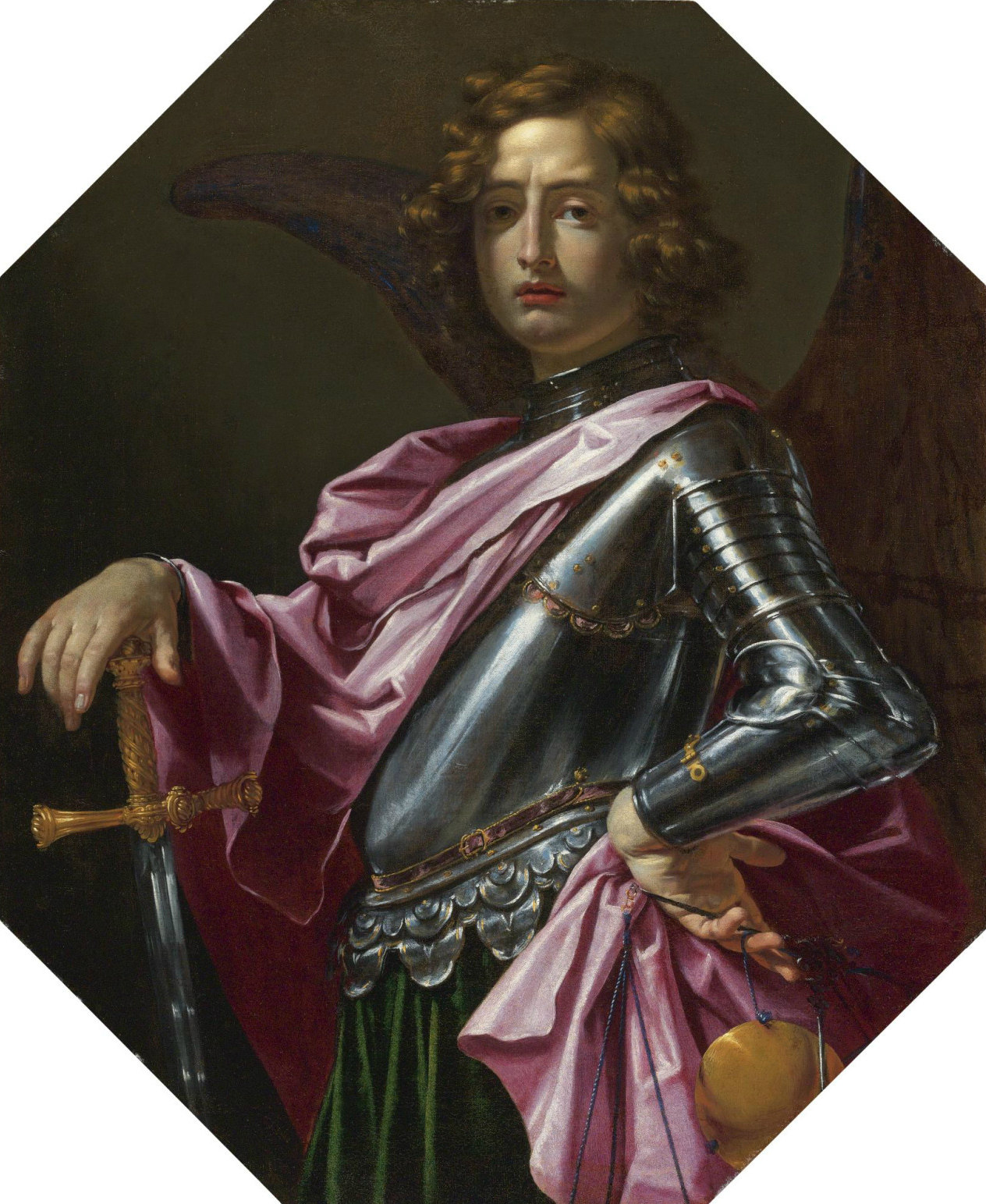
Aрхангел Михаил. Ок. 1635. Холст, масло. Частное собрание
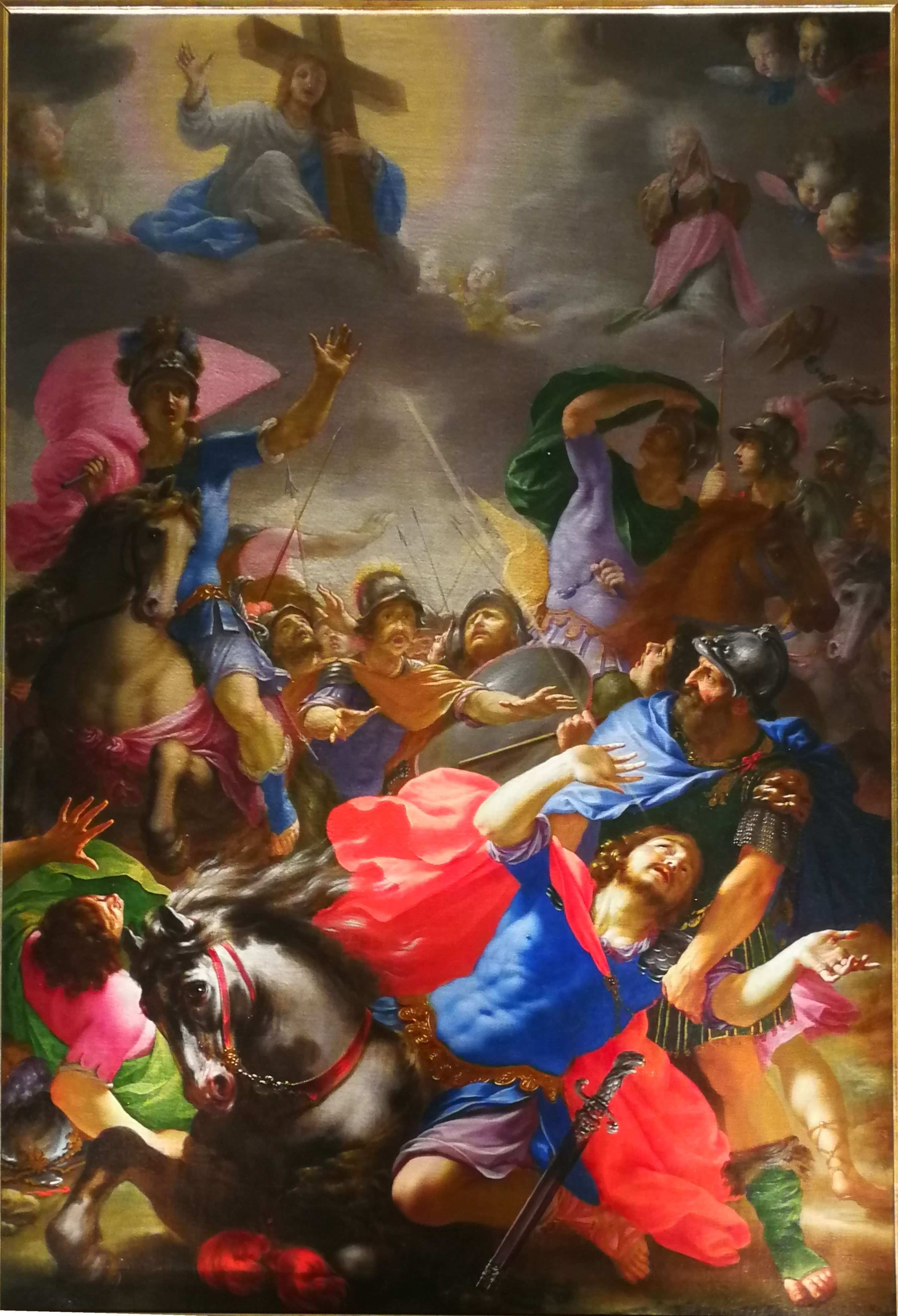
Обращение Савла. 1647. Холст, масло. Капелла Святого Павла, аббатство Валломброза
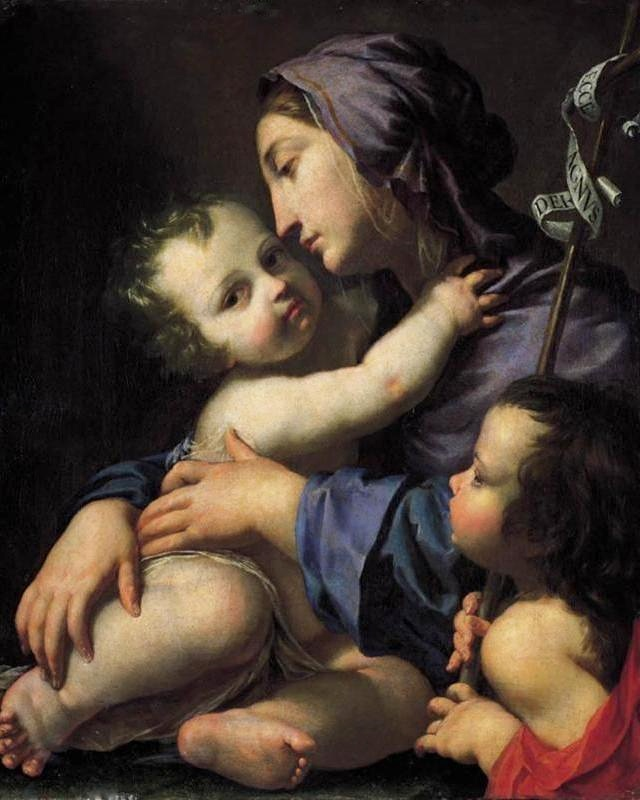
Мадонна с младенцами Христом и Иоанном Крестителем. Ок. 1650. Холст, масло. Оспедале Санта-Мария-Нуова, Флоренция